# Хроника скоттов
Хроника скоттов (лат. Chronicon Scotorum; аббревиатура — CS) — средневековый исторический источник о событиях в Ирландии с 353 по 1149 или 1150 год. Получила название по древнему названию ирландцев — скотты.

Единственный известный полный вариант «Хроники скоттов» был в 1640-х годах переписан Д. Мак Фирбисигом с утраченного теперь протографа. Эта рукопись в конце XVII века находилась у Р. О’Флайтбертайга, в 1760-х годах была вывезена во Францию, а в 1776 году приобретена Тринити-колледжем в Дублине, где и хранится до сих пор. В XVIII—XIX веках с неё были сделаны 14 копий различного хронологического охвата и качества. Первое печатное издание «Хроники скоттов» было осуществлено У. М. Хеннесси в 1866 году.
«Хроника скоттов» (буквально — «Хроника ирландцев») написана на среднеирландском языке с небольшими включениями фрагментов на латыни. Это компиляция из более ранних сочинений, большей частью не сохранившихся. «Хроника скоттов» содержит записи о событиях с 353 по 1149 или 1150 год. Хронологической части предшествует краткий рассказ о Ирландии до начала деятельности святого Патрика. Датированные записи состоят из трёх фрагментов: события 353—722 годов, 804—1135 годов и 1141—1149 или 1150 годов. Принадлежавшая Д. Мак Фирбисигу рукопись «Хроники скоттов» доходила только до 1135 года. Позднейшие записи были добавлены в хронику при их публикации в 1866 году, возможно, только потому, что они также были среди собрания ирландских манускриптов этого историка.
Значительная часть текста «Хроники скоттов» имеет много общего с «Анналами Тигернаха». В первую очередь это касается записей, связанных с Клонмакнойсским монастырём. Так как подобные сведения отсутствуют в других анналах, предполагается, что оба труда переписывались или даже может быть создавались в этой обители. Одним из авторов «Хроники скоттов» считают умершего в 1127 году аббата Клонмакнойса Гиллу Криста Уа Маэл Эойна (Кристиана Мэлоуна). Если это так, то после его смерти хроника была продолжена неизвестными авторами. По месту возможного создания «Хронику скоттов», «Анналы Тигернаха» и «Анналы Клонмакнойса» относят к так называемой «клонмакнойсской группе» ирландских анналов. Близость текстов этих исторических источников позволяет по «Хронике скоттов» частично восстановить утраченные фрагменты «Анналов Тигернаха» за 766—973 годы и за 1004—1016 годы. Сопоставление же анналов «клонмакнойсской группы» с «Анналами Ульстера» даёт возможность реконструировать возможный текст протографа всех ранних записей ирландских анналов — утраченной в подлиннике ещё в средневековье «Хроники Ирландии». Из сохранившихся до наших дней источников при создании «Хроники скоттов» использовался трактат «Война ирландцев с чужеземцами».
«Хроника скоттов» — один из наиболее ценных источников по истории средневековых Ирландии и Британии. Среди прочего, в ней (особенно в ранней её части до 643 года) приводятся точные даты описываемых событий (например, о годах жизни святой Бригитты Килдарской), в то время как в других подобных источниках они часто ошибочны.

## Издания
- на ирландском и английском языках: Chronicum Scotorum. A Chronicle of Irish Affairs, from the earliest times to A.D. 1135, with a supplement containing the events from 1141 to 1150 / Hennessy W. Th. — London, 1866.
- на ирландском языке: Chronicon Scotorum (ирл.). Mac Niocaill G. CELT. Дата обращения: 30 августа 2021.
- на английском языке: Chronicon Scotorum (англ.). Mac Niocaill G. CELT. Дата обращения: 30 августа 2021.